# Constante de Apéry
Em matemática, a constante de Apéry é um curioso número que ocorre em situações variadas. É definido como o número {\displaystyle \zeta (3)},
{\displaystyle \zeta (3)=1+{\frac {1}{2^{3}}}+{\frac {1}{3^{3}}}+{\frac {1}{4^{3}}}+\ldots }
onde ζ é a função zeta de Riemann. Ele tem um valor aproximado de
{\displaystyle \zeta (3)=1.20205\;69031\;59594\;28539\;97381\;61511\;44999\;07649\;86292\,\ldots } (sequência A002117 na OEIS)
A recíproca deste número é a probabilidade de que qualquer três números inteiros positivos, escolhidos aleatoriamente, sejam primos entre si.

## Teorema de Apéry
Este nome foi dado em homenagem a Roger Apéry (1916 - 1994), que em 1977 provou-o ser irracional. Este resultado é conhecido por teorema de Apéry. A prova original é complexa e de difícil compreensão, e provas mais simplificadas foram encontradas posteriormente, utilizando os polinômios de Legendre.
Ainda não se sabe se a Constante de Ápery é um número irracional do tipo "transcendente" [como Pi, o número euleriano e, a constante de Liouville L, ...]  ou do tipo "algébrico" [assim como Phi - o número de ouro simbolizado como φ - , a raíz quadrada de 2, ...].